# Up! (Album)
Up! (englisch etwa für „Auf!“) ist das vierte Studioalbum der kanadischen Sängerin Shania Twain. Es wurde am 15. November 2002 über das Label Mercury Records veröffentlicht. Das Album erschien in drei verschiedenen Versionen: als Pop-Version (rote CD), als Country-Version (grüne CD) und als Weltmusik-Version (blaue CD).

## Produktion
Up! wurde komplett von dem südafrikanischen Musikproduzenten Robert John „Mutt“ Lange produziert, der zusammen mit Shania Twain auch als Autor der Songs fungierte.

## Covergestaltung
Das Album wurde mit zwei verschiedenen Covern veröffentlicht. Die erste Version zeigt Shania Twain, die ein weißes, löchriges Hemd trägt und den Betrachter anlächelt, während sie die Hände hinter den Kopf hält. Im unteren Teil des Bildes befinden sich die Schriftzüge Shania Twain und Up! in Schwarz bzw. Grau, wobei der Buchstabe U des Wortes Up als Smiley dargestellt ist. Der Hintergrund ist komplett weiß gehalten. Auf der zweiten Coverversion ist ebenfalls Shania Twain zu sehen, die den Betrachter anlächelt. Unten rechts im Bild befinden sich die weißen Schriftzüge Shania Twain und Up!, ebenso mit einem Smiley als Buchstabe U. Der Hintergrund ist in Rot gehalten.

## Titelliste
| #  | Titel                                             | Länge |
| -- | ------------------------------------------------- | ----- |
| 1  | Up!                                               | 2:53  |
| 2  | I’m Gonna Getcha Good!                            | 4:30  |
| 3  | She’s Not Just a Pretty Face                      | 3:50  |
| 4  | Juanita                                           | 3:51  |
| 5  | Forever and for Always                            | 4:44  |
| 6  | Ain’t No Particular Way                           | 4:23  |
| 7  | It Only Hurts When I’m Breathing                  | 3:20  |
| 8  | Nah!                                              | 4:09  |
| 9  | (Wanna Get to Know You) That Good!                | 4:34  |
| 10 | C’est la vie                                      | 3:43  |
| 11 | I’m Jealous                                       | 4:06  |
| 12 | Ka-Ching!                                         | 3:21  |
| 13 | Thank You Baby! (For Making Someday Come So Soon) | 4:01  |
| 14 | Waiter! Bring Me Water!                           | 3:20  |
| 15 | What a Way to Wanna Be!                           | 3:37  |
| 16 | I Ain’t Goin’ Down                                | 3:58  |
| 17 | I’m Not in the Mood (To Say No)!                  | 3:26  |
| 18 | In My Car (I’ll Be the Driver)                    | 3:17  |
| 19 | When You Kiss Me                                  | 4:09  |

## Rezeption
Up! wurde von professionellen Kritikern überwiegend positiv bewertet. So erreichte das Album bei metacritic eine Durchschnittsbewertung von 72 %, basierend auf neun Rezensionen englischsprachiger Medien.
Klaus Werz von laut.de bewertete Up! mit vier von möglichen fünf Punkten. Das Album schließe „in Sachen Stil und Qualität an ihren Megaseller Come On Over an“ und biete einen Mix „aus wunderschönem Pop/Rock und leichten Countryeinflüssen“, wobei die Texte „zum Mitsingen animieren.“
Bei der Echoverleihung 2004 wurde Shania Twain für Up! in der Kategorie Künstlerin des Jahres International – Rock/Pop ausgezeichnet. Bei den Billboard Music Awards 2003 erhielt Shania Twain für Up! den Award für das Country Album of the Year.

## Kommerzieller Erfolg

### Chartplatzierungen und Singles
Up! stieg am 2. Dezember 2002 auf Platz sieben in die deutschen Albumcharts ein und erreichte erst am 1. September 2003 die Chartspitze. Insgesamt konnte es sich 81 Wochen in den Top 100 halten, davon 26 Wochen in den Top 10. Ebenfalls Rang eins belegte das Album unter anderem in den Vereinigten Staaten, Kanada, Australien und Neuseeland. Zudem erreichte es die Top 10 unter anderem in Österreich, der Schweiz, Norwegen, im Vereinigten Königreich, in Frankreich, Dänemark, Belgien, den Niederlanden, Schweden und Portugal. In den deutschen Album-Jahrescharts 2003 belegte es Platz fünf.
| ChartsChartplatzierungen       | Höchstplatzierung | Wochen |
| ------------------------------ | ----------------- | ------ |
| Deutschland (GfK)              | 1 (81 Wo.)        | 81     |
| Kanada (MC)                    | 1 (34 Wo.)        | 34     |
| Österreich (Ö3)                | 2 (79 Wo.)        | 79     |
| Schweiz (IFPI)                 | 2 (78 Wo.)        | 78     |
| Vereinigte Staaten (Billboard) | 1 (93 Wo.)        | 93     |
| Vereinigtes Königreich (OCC)   | 4 (50 Wo.)        | 50     |

| ChartsJahrescharts (2002)    | Platzierung |
| ---------------------------- | ----------- |
| Schweiz (IFPI)               | 43          |
| Vereinigtes Königreich (OCC) | 37          |

| ChartsJahrescharts (2003)      | Platzierung |
| ------------------------------ | ----------- |
| Deutschland (GfK)              | 5           |
| Österreich (Ö3)                | 6           |
| Schweiz (IFPI)                 | 5           |
| Vereinigte Staaten (Billboard) | 3           |
| Vereinigtes Königreich (OCC)   | 48          |

| ChartsJahrescharts (2004)      | Platzierung |
| ------------------------------ | ----------- |
| Deutschland (GfK)              | 42          |
| Österreich (Ö3)                | 28          |
| Schweiz (IFPI)                 | 94          |
| Vereinigte Staaten (Billboard) | 79          |

Acht Lieder des Albums wurden als Singles ausgekoppelt: I’m Gonna Getcha Good!, Up!, Ka-Ching!, Forever and for Always, Thank You Baby! (for Makin’ Someday Come So Soon), She’s Not Just a Pretty Face, When You Kiss Me und It Only Hurts When I’m Breathing. Davon waren I’m Gonna Getcha Good!, Ka-Ching! und Forever and for Always am erfolgreichsten und konnten sich in mehreren Ländern in den Top 10 platzieren.

### Auszeichnungen für Musikverkäufe
Up! wurde im Jahr 2004 in Deutschland für mehr als 600.000 verkaufte Einheiten mit einer doppelten Platin-Schallplatte ausgezeichnet. In den Vereinigten Staaten erhielt es im selben Jahr für über elf Millionen Verkäufe eine elffache Platinauszeichnung (entspricht einmal Diamant und einmal Platin). Im Vereinigten Königreich wurde das Album 2003 zudem für mehr als 600.000 Verkäufe mit Doppel-Platin ausgezeichnet. Die weltweiten Verkaufszahlen belaufen sich auf über 15 Millionen.

| Land/Region                  | Auszeichnungen für Musikverkäufe (Land/Region, Auszeichnung, Verkäufe) | Verkäufe    |
| ---------------------------- | ---------------------------------------------------------------------- | ----------- |
| Australien (ARIA)            | 2× Platin                                                              | 140.000     |
| Belgien (BRMA)               | Gold                                                                   | 25.000      |
| Brasilien (PMB)              | 2× Platin                                                              | 250.000     |
| Dänemark (IFPI)              | Platin                                                                 | 40.000      |
| Deutschland (BVMI)           | 2× Platin                                                              | 600.000     |
| Europa (IFPI)                | 2× Platin                                                              | (2.000.000) |
| Frankreich (SNEP)            | Platin                                                                 | 300.000     |
| Japan (RIAJ)                 | Platin                                                                 | 200.000     |
| Kanada (MC)                  | 2× Diamant                                                             | 2.000.000   |
| Neuseeland (RMNZ)            | 3× Platin                                                              | 45.000      |
| Niederlande (NVPI)           | Gold                                                                   | 40.000      |
| Norwegen (IFPI)              | 3× Platin                                                              | 120.000     |
| Österreich (IFPI)            | Platin                                                                 | 40.000      |
| Polen (ZPAV)                 | Gold                                                                   | 35.000      |
| Portugal (AFP)               | Platin                                                                 | 40.000      |
| Schweden (IFPI)              | Platin                                                                 | 60.000      |
| Schweiz (IFPI)               | 3× Platin                                                              | 120.000     |
| Spanien (Promusicae)         | Gold                                                                   | 50.000      |
| Vereinigte Staaten (RIAA)    | 11× Platin                                                             | 11.000.000  |
| Vereinigtes Königreich (BPI) | 2× Platin                                                              | 788.000     |
| Insgesamt                    | 4× Gold · 34× Platin · 3× Diamant ·                                    | 15.893.000  |

Hauptartikel: Shania Twain/Auszeichnungen für Musikverkäufe